# Liste der griechischen Töpfer und Vasenmaler/F

## Nicht namentlich bekannte Künstler (Notnamen)
| Name                                   | Wikidata                                         | Profession                                       | Herkunft                                         | Stil                                             | Zeit                                             | Bemerkung                                                                                | Beispiel                                         |
| -------------------------------------- | ------------------------------------------------ | ------------------------------------------------ | ------------------------------------------------ | ------------------------------------------------ | ------------------------------------------------ | ---------------------------------------------------------------------------------------- | ------------------------------------------------ |
| Maler F                                |                                                  | Vasenmaler                                       | Etrurien                                         | RF/PL                                            |                                                  | gehört zur Clusium-Gruppe                                                                |                                                  |
| Fabre-Maler                            |                                                  | Vasenmaler                                       | Attika                                           | RF                                               |                                                  |                                                                                          |                                                  |
| Fackel-Maler                           |                                                  | Vasenmaler                                       | Attika                                           | RF/WG                                            | 450/20                                           | auch Torch-Maler                                                                         |                                                  |
| Maler von Faenza 6                     |                                                  | Vasenmaler                                       | Attika                                           | RF                                               |                                                  |                                                                                          |                                                  |
| Maler von Faina 103                    |                                                  | Vasenmaler                                       | Attika                                           | RF                                               |                                                  |                                                                                          |                                                  |
| Fairbanks-Maler                        |                                                  | Vasenmaler                                       | Etrurien                                         | SF                                               | 2/4 6. Jh.                                       |                                                                                          |                                                  |
| Falcone-Maler                          |                                                  | Vasenmaler                                       | Sizilien                                         | RF                                               |                                                  |                                                                                          |                                                  |
| Falmouth-Maler                         |                                                  | Vasenmaler                                       | Attika                                           | SF                                               | 2/3 6. Jh.                                       |                                                                                          |                                                  |
| Falstaff-Maler                         |                                                  | Vasenmaler                                       | Korinth                                          | SF                                               |                                                  |                                                                                          |                                                  |
| Fat-Duck-Maler                         |                                                  | Vasenmaler                                       | Apulien                                          | RF                                               | 380-360                                          | gehört zur Karlsruhe-B-9-Dijon-Gruppe                                                    |                                                  |
| Fauvel-Maler                           |                                                  | Vasenmaler                                       | Attika                                           | RF                                               | Ende 5. Jh.                                      |                                                                                          |                                                  |
| Felton-Maler                           |                                                  | Vasenmaler                                       | Apulien                                          | RF                                               | 395-365                                          |                                                                                          |                                                  |
| Feoli-Maler                            |                                                  | Vasenmaler                                       | Etrurien                                         | PO/EK                                            | um 600                                           |                                                                                          |                                                  |
| Maler von Ferrara T 2                  |                                                  | Vasenmaler                                       | Attika                                           | RF                                               | Ende 5. Jh.                                      |                                                                                          |                                                  |
| Maler von Ferrara T 4 C                |                                                  | Vasenmaler                                       | Attika                                           | RF                                               | 4. Jh.                                           |                                                                                          |                                                  |
| Maler von Ferrara T 13                 |                                                  | Vasenmaler                                       | Attika                                           | RF                                               | 450–420                                          |                                                                                          |                                                  |
| Maler von Ferrara T 28                 |                                                  | Vasenmaler                                       | Attika                                           | RF                                               | Ende 5. Jh.                                      |                                                                                          |                                                  |
| Maler von Ferrara T 36 B               |                                                  | Vasenmaler                                       | Attika                                           | RF                                               | Ende 5. Jh.                                      |                                                                                          |                                                  |
| Maler von Ferrara T 44                 |                                                  | Vasenmaler                                       | Attika                                           | RF                                               | 450–420                                          |                                                                                          |                                                  |
| Maler von Ferrara T 48 C               |                                                  | Vasenmaler                                       | Attika                                           | RF                                               |                                                  |                                                                                          |                                                  |
| Maler von Ferrara T 65 A               |                                                  | Vasenmaler                                       | Attika                                           | RF                                               |                                                  |                                                                                          |                                                  |
| Maler von Ferrara T 101                |                                                  | Vasenmaler                                       | Attika                                           | RF                                               | 450–420                                          |                                                                                          |                                                  |
| Maler von Ferrara T 106                |                                                  | Vasenmaler                                       | Attika                                           | RF                                               |                                                  |                                                                                          |                                                  |
| Maler von Ferrara T 132                |                                                  | Vasenmaler                                       | Attika                                           | RF                                               |                                                  |                                                                                          |                                                  |
| Maler von Ferrara T 136 A              |                                                  | Vasenmaler                                       | Attika                                           | RF                                               |                                                  |                                                                                          |                                                  |
| Maler von Ferrara T 141 B              |                                                  | Vasenmaler                                       | Attika                                           | RF                                               | 4. Jh.                                           |                                                                                          |                                                  |
| Maler von Ferrara T 143 A              |                                                  | Vasenmaler                                       | Attika                                           | RF                                               | 450–420                                          |                                                                                          |                                                  |
| Maler von Ferrara T 198 A              |                                                  | Vasenmaler                                       | Attika                                           | RF                                               | Ende 5. Jh.                                      |                                                                                          |                                                  |
| Maler von Ferrara T 248 A              |                                                  | Vasenmaler                                       | Attika                                           | RF                                               |                                                  |                                                                                          |                                                  |
| Maler von Ferrara T 254                |                                                  | Vasenmaler                                       | Attika                                           | RF                                               | 450–420                                          |                                                                                          |                                                  |
| Maler von Ferrara T 264                |                                                  | Vasenmaler                                       | Attika                                           | RF                                               | 450–420                                          | auch Maler der Oinochoe von Ferrara T 264, englisch Painter of the Oinochoe Ferrara T264 |                                                  |
| Maler von Ferrara T 271                |                                                  | Vasenmaler                                       | Attika                                           | RF                                               | Ende 5. Jh.                                      |                                                                                          |                                                  |
| Maler von Ferrara T 300                |                                                  | Vasenmaler                                       | Attika                                           | RF                                               | 450–420                                          | auch Maler von Ferrara T 300 A                                                           |                                                  |
| Maler von Ferrara T 357 B              |                                                  | Vasenmaler                                       | Attika                                           | RF                                               | 450–420                                          |                                                                                          |                                                  |
| Maler von Ferrara T 358 B              |                                                  | Vasenmaler                                       | Attika                                           | RF                                               | 450–420                                          |                                                                                          |                                                  |
| Maler von Ferrara T 406 C              |                                                  | Vasenmaler                                       | Attika                                           | RF                                               | 4. Jh.                                           |                                                                                          |                                                  |
| Maler von Ferrara T 408                |                                                  | Vasenmaler                                       | Attika                                           | RF                                               | 3. Jh.                                           |                                                                                          |                                                  |
| Maler von Ferrara T 412                |                                                  | Vasenmaler                                       | Attika                                           | RF                                               | Ende 5. Jh.                                      |                                                                                          |                                                  |
| Maler von Ferrara T 422                |                                                  | Vasenmaler                                       | Attika                                           | RF                                               | 450–420                                          |                                                                                          |                                                  |
| Maler von Ferrara T 459 B              |                                                  | Vasenmaler                                       | Attika                                           | RF                                               |                                                  |                                                                                          |                                                  |
| Maler von Ferrara T 463                |                                                  | Vasenmaler                                       | Attika                                           | RF                                               | 4. Jh.                                           |                                                                                          |                                                  |
| Maler von Ferrara T 480 B              |                                                  | Vasenmaler                                       | Attika                                           | RF                                               | 450–420                                          |                                                                                          |                                                  |
| Maler von Ferrara T 512                |                                                  | Vasenmaler                                       | Attika                                           | RF                                               | 450–420                                          |                                                                                          |                                                  |
| Maler von Ferrara T 583 B              |                                                  | Vasenmaler                                       | Attika                                           | RF                                               | 450–420                                          |                                                                                          |                                                  |
| Maler von Ferrara T 659                |                                                  | Vasenmaler                                       | Attika                                           | RF                                               | Ende 5. Jh.                                      |                                                                                          |                                                  |
| Maler von Ferrara T 711 C              |                                                  | Vasenmaler                                       | Attika                                           | RF                                               | 450–420                                          |                                                                                          |                                                  |
| Maler von Ferrara T 715                |                                                  | Vasenmaler                                       | Attika                                           | RF                                               | Ende 5. Jh.                                      |                                                                                          |                                                  |
| Maler von Ferrara T 756                |                                                  | Vasenmaler                                       | Attika                                           | RF                                               | 500–480                                          |                                                                                          |                                                  |
| Maler von Ferrara T 782                |                                                  | Vasenmaler                                       | Attika                                           | RF                                               | Ende 5. Jh.                                      |                                                                                          |                                                  |
| Maler von Ferrara T 797                |                                                  | Vasenmaler                                       | Attika                                           | RF                                               | 450–420                                          |                                                                                          |                                                  |
| Maler von Ferrara T 862                |                                                  | Vasenmaler                                       | Attika                                           | RF                                               | 4. Jh.                                           |                                                                                          |                                                  |
| Maler von Ferrara T 971                |                                                  | Vasenmaler                                       | Attika                                           | RF                                               | Ende 5. Jh.                                      |                                                                                          |                                                  |
| Maler von Ferrara T 1061               |                                                  | Vasenmaler                                       | Attika                                           | RF                                               | Ende 5. Jh.                                      |                                                                                          |                                                  |
| Maler der Ferrara-Choes                |                                                  | Vasenmaler                                       | Attika                                           | RF                                               | 4. Jh.                                           |                                                                                          |                                                  |
| Maler des Ferrara Sinis                |                                                  | Vasenmaler                                       | Attika                                           | RF                                               | 450–420                                          | auch Maler des Sinis in Ferrara                                                          |                                                  |
| Maler der fetten Ente                  |                                                  | Vasenmaler                                       | Apulien                                          | RF                                               | 1/2 4. Jh.                                       |                                                                                          |                                                  |
| Fiesole-Maler                          |                                                  | Vasenmaler                                       | Korinth                                          | SF                                               | 2/4 6. Jh.                                       | auch Maler von Fiesole                                                                   |                                                  |
| Filottrano-Maler                       |                                                  | Vasenmaler                                       | Attika                                           | RF                                               |                                                  |                                                                                          |                                                  |
| Findling-Maler                         |                                                  | Vasenmaler                                       | Kampanien                                        | RF                                               |                                                  | englisch Foundling painter                                                               |                                                  |
| Maler der Fische von Tarent            |                                                  | Vasenmaler                                       | Lakonien                                         | SF                                               | um 600                                           |                                                                                          |                                                  |
| Maler der Fischteller in Olynth        |                                                  | Vasenmaler                                       | Attika                                           | RF                                               |                                                  | englisch Painter of Olynthos Fish Plates                                                 |                                                  |
| Maler der Fischteller in Potenza       |                                                  | Vasenmaler                                       | Apulien                                          | RF                                               | um 350                                           |                                                                                          |                                                  |
| Maler des Fischtellers in Bordeaux     |                                                  | Vasenmaler                                       | Kampanien                                        | RF                                               | 2/2 4. Jh.                                       | gehört zur Robinson-Gruppe                                                               |                                                  |
| Maler des Fischtellers in Larisa       |                                                  | Vasenmaler                                       | Attika                                           | RF                                               |                                                  |                                                                                          |                                                  |
| Maler des Fischtellers in Upsala       |                                                  | Vasenmaler                                       | Attika                                           | RF                                               |                                                  |                                                                                          |                                                  |
| Flachkopf-Maler Q55465328              |                                                  | Vasenmaler                                       | Apulien                                          | RF                                               | 4/4 4. Jh.                                       | auch Flat-Head-Maler                                                                     |                                                  |
| Maler der Flasche im Louvre Q55465270  |                                                  | Vasenmaler                                       | Apulien                                          | GN                                               | 3/3 4. Jh.                                       |                                                                                          |                                                  |
| Flat-Head-Maler                        | siehe unter Flachkopf-Maler                      | siehe unter Flachkopf-Maler                      | siehe unter Flachkopf-Maler                      | siehe unter Flachkopf-Maler                      | siehe unter Flachkopf-Maler                      | siehe unter Flachkopf-Maler                                                              | siehe unter Flachkopf-Maler                      |
| Flat-Top                               | siehe unter Maler von Delos 455                  | siehe unter Maler von Delos 455                  | siehe unter Maler von Delos 455                  | siehe unter Maler von Delos 455                  | siehe unter Maler von Delos 455                  | siehe unter Maler von Delos 455                                                          | siehe unter Maler von Delos 455                  |
| Maler der Fleischmann-Phlyakenvase     |                                                  | Vasenmaler                                       | Attika                                           | RF                                               | 360-350                                          |                                                                                          |                                                  |
| Fliegender-Engel-Maler                 |                                                  | Vasenmaler                                       | Attika                                           | RF                                               | 490/80                                           | englisch Flying-Angel Painter                                                            |                                                  |
| Florentiner Maler                      |                                                  | Vasenmaler                                       | Attika                                           | RF                                               | Mitte 5. Jh.                                     |                                                                                          |                                                  |
| Florenz-Maler                          | siehe unter Flachkopf-Maler                      | siehe unter Flachkopf-Maler                      | siehe unter Flachkopf-Maler                      | siehe unter Flachkopf-Maler                      | siehe unter Flachkopf-Maler                      | siehe unter Flachkopf-Maler                                                              | siehe unter Flachkopf-Maler                      |
| Maler von Florenz 1 B 45               |                                                  | Vasenmaler                                       | Attika                                           | RF                                               | 4/4 6. Jh.                                       | gehört zum Coarser Wingg II                                                              |                                                  |
| Maler von Florenz 1984                 |                                                  | Vasenmaler                                       | Attika                                           |                                                  |                                                  |                                                                                          |                                                  |
| Maler von Florenz 3797                 |                                                  | Vasenmaler                                       | Attika                                           | SF                                               |                                                  |                                                                                          |                                                  |
| Maler von Florenz 3968                 |                                                  | Vasenmaler                                       | Attika                                           | RF                                               | 480/50                                           |                                                                                          |                                                  |
| Maler von Florenz 3984                 |                                                  | Vasenmaler                                       | Attika                                           | RF                                               | 500/480                                          |                                                                                          |                                                  |
| Maler von Florenz 4021                 |                                                  | Vasenmaler                                       | Attika                                           | RF                                               | 480/50                                           |                                                                                          |                                                  |
| Maler von Florenz 4217                 |                                                  | Vasenmaler                                       | Attika                                           | RF                                               | 450/20                                           |                                                                                          |                                                  |
| Maler von Florenz 73140                |                                                  | Vasenmaler                                       | Attika                                           | RF                                               | 480/50                                           |                                                                                          |                                                  |
| Maler des Florentiner Kentaurenkampfes |                                                  | Vasenmaler                                       | Attika                                           | RF                                               | Mitte 5. Jh.                                     |                                                                                          |                                                  |
| Maler der Florentiner Stamnoi          |                                                  | Vasenmaler                                       | Attika                                           | RF                                               | 2/4 5. Jh.                                       |                                                                                          |                                                  |
| Maler der Florentiner Verfolgung       |                                                  | Vasenmaler                                       | Attika                                           | RF                                               |                                                  |                                                                                          |                                                  |
| Florox-Maler                           |                                                  | Vasenmaler                                       | Attika                                           | RF                                               |                                                  |                                                                                          |                                                  |
| Flügellöwen-Maler                      |                                                  | Vasenmaler                                       |                                                  |                                                  |                                                  |                                                                                          |                                                  |
| Fol-Maler                              |                                                  | Vasenmaler                                       | Korinth                                          | SF                                               |                                                  |                                                                                          |                                                  |
| Forli-Maler                            |                                                  | Vasenmaler                                       | Apulien                                          | RF                                               |                                                  |                                                                                          |                                                  |
| Fortesa-Maler                          |                                                  | Vasenmaler                                       | Knossos                                          | OR                                               |                                                  |                                                                                          |                                                  |
| Fossey-Maler                           | siehe unter Drei-Sirenen-Maler                   | siehe unter Drei-Sirenen-Maler                   | siehe unter Drei-Sirenen-Maler                   | siehe unter Drei-Sirenen-Maler                   | siehe unter Drei-Sirenen-Maler                   | siehe unter Drei-Sirenen-Maler                                                           | siehe unter Drei-Sirenen-Maler                   |
| Maler der Frankfurter Eichellekythos   |                                                  | Vasenmaler                                       | Attika                                           | RF                                               | 420/400                                          | auch Maler der Frankfurter Lekythos                                                      |                                                  |
| Maler der Frankfurter Lekythos         | siehe unter Maler der Frankfurter Eichellekythos | siehe unter Maler der Frankfurter Eichellekythos | siehe unter Maler der Frankfurter Eichellekythos | siehe unter Maler der Frankfurter Eichellekythos | siehe unter Maler der Frankfurter Eichellekythos | siehe unter Maler der Frankfurter Eichellekythos                                         | siehe unter Maler der Frankfurter Eichellekythos |
| Frauen-Maler                           |                                                  | Vasenmaler                                       | Attika                                           | RF/WG                                            | 4/4 5. Jh.                                       | zeitweise wurde auch der Maler von Berlin A 34 als Frauen-Maler bezeichnet               |                                                  |
| Frauenbad-Maler                        |                                                  | Vasenmaler                                       | Attika                                           | RF                                               | 430/10                                           | auch Washing-Maler                                                                       |                                                  |
| Frignano-Maler                         | siehe unter Weißgesicht-Frignano-Maler           | siehe unter Weißgesicht-Frignano-Maler           | siehe unter Weißgesicht-Frignano-Maler           | siehe unter Weißgesicht-Frignano-Maler           | siehe unter Weißgesicht-Frignano-Maler           | siehe unter Weißgesicht-Frignano-Maler                                                   | siehe unter Weißgesicht-Frignano-Maler           |
| Frohner-Maler                          |                                                  | Vasenmaler                                       | Attika                                           | RF                                               |                                                  |                                                                                          |                                                  |
| Frontal Satyr Caeretan Painter         |                                                  | Vasenmaler                                       | Caere                                            | RF                                               | Ende 5. Jh.                                      |                                                                                          |                                                  |
| Frontal-Warrior-Maler                  |                                                  | Vasenmaler                                       | Attika                                           | RF                                               | Ende 5. Jh.                                      |                                                                                          |                                                  |
| Fuscillo-Maler                         |                                                  | Vasenmaler                                       | Kampanien                                        | RF                                               |                                                  |                                                                                          |                                                  |

## Gruppen
| Name                                     | Wikidata                                | Profession                              | Herkunft                                | Stil                                    | Zeit                                    | Bemerkung | Beispiel                                |
| ---------------------------------------- | --------------------------------------- | --------------------------------------- | --------------------------------------- | --------------------------------------- | --------------------------------------- | --- | --------------------------------------- |
| F.B.-Gruppe                              |                                         | Vasenmaler                              | Attika                                  | RF                                      | 3/3 4. Jh.                              | gehören zu den letzten Vertretern der attischen Vasenmalerei, auch Fat-Boy-Gruppe genannt |                                         |
| F.G.A.-Gruppe                            |                                         | Vasenmaler                              | Daunien                                 | DK                                      | 4. Jh.                                  | |                                         |
| Gruppe von Faina 75                      |                                         | Vasenmaler                              | Attika                                  | SF                                      | Ende 6. Jh.                             | |                                         |
| Gruppe der Falkenkannen                  |                                         | Vasenmaler                              | Attika                                  | RF                                      |                                         | englisch Group of Hawk-Jugs |                                         |
| Fat-Boy-Gruppe                           | siehe unter F.B.-Gruppe                 | siehe unter F.B.-Gruppe                 | siehe unter F.B.-Gruppe                 | siehe unter F.B.-Gruppe                 | siehe unter F.B.-Gruppe                 | siehe unter F.B.-Gruppe | siehe unter F.B.-Gruppe                 |
| Fat-Runner-Gruppe                        |                                         | Vasenmaler                              | Attika                                  | SF                                      | 4/4 6. Jh.                              | |                                         |
| Gruppe der feinen Silhouette             |                                         | Vasenmaler                              | Korinth                                 | SF                                      |                                         | |                                         |
| Felton-Gruppe                            |                                         | Vasenmaler                              | Apulien                                 | RF                                      | 360-350                                 | |                                         |
| Gruppe von Ferrara T 132                 |                                         | Vasenmaler                              | Attika                                  | RF                                      | 450–420                                 | auch Gruppe von Ferrara T. 132 |                                         |
| Gruppe von Ferrara T 376 B               |                                         | Vasenmaler                              | Attika                                  | RF                                      | 4. Jh.                                  | auch Gruppe von Ferrara T. 376 B |                                         |
| Gruppe von Ferrara T 459 B               |                                         | Vasenmaler                              | Attika                                  | RF                                      | Ende 5. Jh.                             | auch Gruppe von Ferrara T. 459 B |                                         |
| Gruppe von Ferrara T 585                 |                                         | Vasenmaler                              | Etrurien                                | PR                                      | 500–450                                 | auch Gruppe von Ferrara T. 585 |                                         |
| Gruppe von Ferrara T 785                 |                                         | Vasenmaler                              | Etrurien                                |                                         | um 300                                  | auch Gruppe von Ferrara T. 785 |                                         |
| Gruppe von Ferrara T 800                 |                                         | Vasenmaler                              | Attika                                  | SF                                      |                                         | auch Gruppe von Ferrara T. 800 |                                         |
| Gruppe von Ferrara T 981                 |                                         | Vasenmaler                              | Attika                                  | RF                                      | 480–450                                 | auch Gruppe von Ferrara T.981 |                                         |
| Reverse-Group of Ferrara T 463           |                                         | Vasenmaler                              | Attika                                  | RF                                      | 4. Jh.                                  | auch Reverse-Group of Ferrara T. 463 |                                         |
| Gruppo della Festa Campestre             |                                         | Vasenmaler                              | Etrurien                                | SF                                      |                                         | |                                         |
| Fillet-Gruppe                            |                                         | Vasenmaler                              | Kampanien                               | RF                                      |                                         | |                                         |
| Flap-Gruppe                              |                                         | Vasenmaler                              | Korinth                                 | SF                                      |                                         | |                                         |
| Fleckfelsen-Gruppe                       |                                         | Vasenmaler                              | Kampanien                               | RF                                      | Mitte 4. Jh.                            | auch Spotted-Rock-Gruppe, zur Gruppe gehört unter anderem der Maler der sitzenden Nike, die Aegisthus-Gruppe, der Maler von Naples 855, der Portland-Maler und der Spitznasen-Gruppe                                                                     |                                         |
| Florale Übergangsgruppe von Rudiae       |                                         | Töpfermaler                             | Messapien                               | MK                                      | 390–380                                 | |                                         |
| Gruppe der floralen Bandschalen          |                                         | Vasenmaler                              | Attika                                  | SF                                      |                                         | englisch Group of the floral Band Cups |                                         |
| Gruppe der floralen Nolanischen Amphoren |                                         | Vasenmaler                              | Attika                                  | RF                                      | um 470                                  | englisch Group of the floral Nolans |                                         |
| Gruppe von Florenz 9383                  |                                         | Vasenmaler                              | Attika                                  | RF                                      |                                         | |                                         |
| Florenz-Tarquinia-Pferdekopf-Gruppe      |                                         | Vasenmaler                              | Attika                                  | SF                                      |                                         | |                                         |
| Fluid-Gruppe                             |                                         | Vasenmaler                              | Falisker                                | RF                                      | 3/4 4. Jh.                              | |                                         |
| Foggia-Bassano-Gruppe                    |                                         | Vasenmaler                              | Apulien                                 | RF                                      |                                         | |                                         |
| Fratte-Gruppe                            |                                         | Vasenmaler                              | Kampanien                               | RF                                      |                                         | |                                         |
| Gruppe der Frauenzüge                    |                                         | Vasenmaler                              | Korinth                                 | SF                                      |                                         | |                                         |
| Gruppe der Freunde des Kentauren         | siehe unter Gruppe der Kentaurenfreunde | siehe unter Gruppe der Kentaurenfreunde | siehe unter Gruppe der Kentaurenfreunde | siehe unter Gruppe der Kentaurenfreunde | siehe unter Gruppe der Kentaurenfreunde | siehe unter Gruppe der Kentaurenfreunde | siehe unter Gruppe der Kentaurenfreunde |
| Frignano-Gruppe                          |                                         | Vasenmaler                              | Kampanien                               | RF                                      | 4. Jh.                                  | gehört zur Weißgesichts-Gruppe; benannt nach dem Weißgesicht-Frignano-Maler, weitere Mitglieder waren die Gruppe von Oxford V 460, der Maler von Oxford 1945.73, der Maler des Leidener Skyphos, der Maler von Turin 4699 und die Spouted-Skyphos-Gruppe |                                         |
| Gruppe der frontalen Köpfe               |                                         | Vasenmaler                              | Apulien                                 | RF                                      | 320-300                                 | englisch Frontal Head Group |                                         |
| Frühe Oria-Gruppe                        |                                         | Töpfermaler                             | Messapien                               | MK                                      | 420–410                                 | |                                         |
| Gruppe der frühen Olpen                  | siehe unter Klasse der frühen Olpen     | siehe unter Klasse der frühen Olpen     | siehe unter Klasse der frühen Olpen     | siehe unter Klasse der frühen Olpen     | siehe unter Klasse der frühen Olpen     | siehe unter Klasse der frühen Olpen | siehe unter Klasse der frühen Olpen     |
| Full-Sakkos-Gruppe                       |                                         | Vasenmaler                              | Etrurien                                | RF                                      | Untergruppe der Barbarano-Gruppe        | englisch Full Sakkos Group |                                         |
| Funnel-Gruppe                            | siehe unter Trichter-Gruppe             | siehe unter Trichter-Gruppe             | siehe unter Trichter-Gruppe             | siehe unter Trichter-Gruppe             | siehe unter Trichter-Gruppe             | siehe unter Trichter-Gruppe | siehe unter Trichter-Gruppe             |

## Klassen
| Name                    | Wikidata | Profession | Herkunft | Stil | Zeit          | Bemerkung                                                       | Beispiel |
| ----------------------- | -------- | ---------- | -------- | ---- | ------------- | --------------------------------------------------------------- | -------- |
| FP-Klasse               |          | Vasenmaler | Attika   | SF   | Ende 6. Jh.   | nach englisch Flower-Palmette-Class                             |          |
| Klasse der frühen Olpen |          | Töpfer     | Attika   | SF   | Anfang 6. Jh. | auch Gruppe der frühen Olpen; englisch Class of the Early Olpai |          |

## Werkstätten
| Name            | Wikidata | Profession  | Herkunft | Stil | Zeit         | Bemerkung | Beispiel |
| --------------- | -------- | ----------- | -------- | ---- | ------------ | --------- | -------- |
| Filla-Werkstatt |          | Töpfermaler | Attika   | MG   | Mitte 8. Jh. |           |          |